# Ben Carnevale
Bernard Louis Carnevale, (nacido el 30 de octubre de 1915 en Raritan, Nueva Jersey y fallecido el 25 de marzo de 2008 en Williamsburg, Virginia) fue un entrenador de baloncesto estadounidense que ejerció en la NCAA durante 22 años.

## Trayectoria
- Jersey City Reds (1938-1940), (jugador)
- Cranford High School (1939-1942)
- Universidad de North Carolina (1944-1946)
- Navy Midshipmen (1946-1966)